# Alexis Auguste Delahogue
Ne pas confondre avec son frère jumeau Eugène Jules Delahogue (1867-1935), également peintre.
Alexis Auguste Delahogue, né le 6 juillet 1867 à Soissons et mort le 2 septembre 1950 à Nice, est un peintre orientaliste français.

## Biographie
Il peint auprès d'Eugène Jules Delahogue, son frère jumeau. Tous deux se consacrent aux paysages et aux scènes de genre empruntés au Maghreb qu'ils parcourent en tous sens avec une prédilection pour tunisie.
Les Delahogue étaient des peintres au talent reconnu dans les années 1920. Pendant la grande guerre ils exercèrent le métier de photographe.
Alexis Delahogue était plus dessinateur que peintre. Ses dessins étaient repris par des graveurs. Il aurait travaillé pour la cristallerie de Baccarat
C'étaient des figuratifs d'une certaine notoriété, mais aussi des personnages turbulents. Ils recevaient des amis (et des amies!) et ils "faisaient la fête", menant joyeuse vie. Souvent de leur maison bien fermée à Blandy-les-Tours (les fenêtres avaient des volets intérieurs) on entendait les rires, cependant que les jeunes du pays  grimpaient aux grilles pour essayer d'apercevoir ce qui se passait.
Des femmes résidaient un certain temps avec eux. Ils organisaient aussi de parties de canotages sur l'étang proche des quatre tilleuls (ancien vivier du prieuré St Martin)
Un jour, deux jeunes parisiennes vinrent habiter avec les deux frères. L'une d'elles partit ensuite, mais l'autre resta au " service" des deux frères. Quand Eugène fut décédé, Alexis l'épousa. Elle mourut en 1960.
Les nouveaux propriétaires divisèrent la propriété, conservèrent et transformèrent le grand pavillon des quatre tilleuls en lui appliquant un parement en briques et vendirent le n° 19.
Ils ont fait don à la mairie du grand tableau que l'on peut admirer dans la salle des mariages.
Dans le registre des délibérations on peut lire ce qui suit, à la date du 15 octobre 1905 : 
Don Delahogue : le 15 octobre 1905, MM. Delahogue, frères, de séjour à Blandy, ont fait don à la commune de Blandy d'un beau tableau représentant un épisode du tirage au sort en Franche-Comté. À ce sujet, le conseil municipal, au nom de la commune, a exprimé par lettre ses sincères remerciements aux donateurs.
Signé le Maire  Chertemps
Ils ont habité Blandy après la première guerre mondiale, la vieille maison dite du "Pigeonnier" (ou encore du Colombier) 8 place des Tours, certains disent de 1910 à 1922, d'autres entre les deux guerres vers 1930, puis la propriété des "Quatre Tilleuls".
Avant les Delahogue, les Quatre Tilleuls appartenaient à « la Veuve Dufour, Saint-Paul de son nom de jeune fille, née au Pigeonnier place des Tours ». Les Delahogue auraient hérité de ladite Dufour.